# Detvianska Huta
Detvianska Huta – wieś (obec) na Słowacji położona w kraju bańskobystrzyckim, w powiecie Detva. Pierwsze wzmianki o miejscowości pochodzą z roku 1808. 
Według danych z dnia 31 grudnia 2012, wieś zamieszkiwało 708 osób, w tym 356 kobiet i 352 mężczyzn.
W 2001 roku pod względem narodowości i przynależności etnicznej 99,36% mieszkańców stanowili Słowacy, a 0,26% Czesi.
Ze względu na wyznawaną religię struktura mieszkańców kształtowała się w 2001 roku następująco:
- Katolicy rzymscy – 98,84%
- Ewangelicy – 0,39%
- Ateiści – 0,64%
- Nie podano – 0,13%